# Ängsringspinnare
Ängsringspinnare (Malacosoma castrense) är en kraftigt byggd gul och brun ädelspinnare.

## Kännetecken
Hanen har ett vingspann på 24 till 32 millimeter och honan 34 till 40 millimeter. Hanens antenner är ganska breda och dubbelt kamtandade, honans betyligt smalare och kort sågtandade. Hanen har gul mellankropp och brun bakkropp. Honan har enfärgad brun kropp. Larven är som fullvuxen mellan 45 och 50 millimeter lång med blå grundfärg och svarta fläckar. Ryggen är svart med smal vit eller ljusgul mittlinje och orangeröda sidolinjer. Huvudet är gråblått och saknar svarta fläckar vilket skiljer den från buskringspinnarens larv.

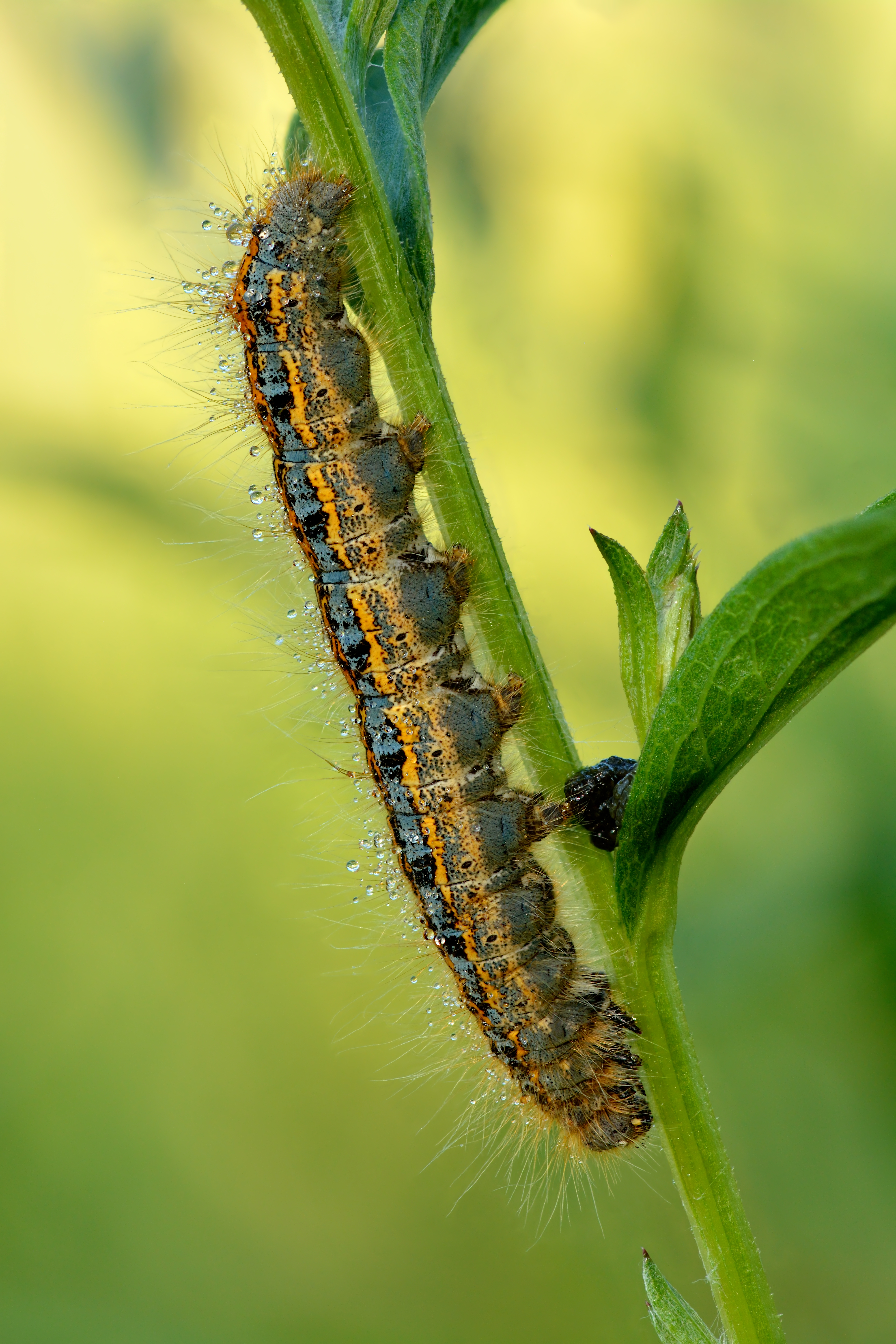
Larv

## Levnadssätt
Ängsringspinnaren lever i öppna gärna kalkrika marker, exempelvis på alvarhedar och strandängar. De flyger främst under skymningen från början av juli till mitten av augusti. Honan lägger cirka 600 ägg spiralformat på ett strå eller en tunn kvist. Äggen övervintrar och kläcks på våren. Larverna lever tillsammans i en spunnen spånad men lämnar denna under sista larvstadiet för att leva ensamma. De lever ofta på korgblommiga växter som röllika, rödklint, hökfibblor och gråbo, men även på kämpar, hallon, viden och hundkäx. Den förpuppar sig i en kokong i vegetationen strax ovanför markytan. 

## Utbredning
Ängsringspinnaren  finns i Sverige främst i Götalands och sydöstra Svealands kustområden. Den är talrikast på Öland, Gotland, Skåne och Blekinge. Populationen varierar mycket år från år. Den finns även i Danmark, södra Norge och södra Finland och på Åland. Den finns i Medelhavsområdet, Centraleuropa och vidare österut genom Ryssland till Mongoliet och Tibet.  